# Kalifornisches Streifenhörnchen
Das Kalifornische Streifenhörnchen (Tamias obscurus, Syn.: Neotamias obscurus) ist eine Hörnchenart aus der Gattung der Streifenhörnchen (Tamias). Es kommt im Süden des amerikanischen Bundesstaates Kalifornien sowie auf der zu Mexiko gehörenden Halbinsel Niederkalifornien (Baja California) vor.

## Merkmale
Das Kalifornische Streifenhörnchen erreicht eine durchschnittliche Kopf-Rumpf-Länge von etwa 12,4 bis 12,8 Zentimetern, die Schwanzlänge beträgt etwa 10,3 bis 11,7 Zentimeter und das Gewicht etwa 70 Gramm. Wie bei anderen Arten der Gattung ist das Fell Braun bis Zimtbraun und auf dem Rücken befinden sich mehrere dunkle Rückenstreifen, die durch hellere Streifen getrennt und gegenüber den Körperseiten abgegrenzt sind. Dabei handelt es sich um vier weißgraue und fünf kastanienbraune Streifen, wobei die äußersten Streifen deutlich kürzer sind. Im Winterfell sind die Streifen deutlich erkennbar, im Frühjahr dagegen nur undeutlich und unauffällig. Im Vergleich zum Merriam-Streifenhörnchen (Tamias merriami), mit dem es in Teilen Südkaliforniens gemeinsam vorkommt, ist es etwas kleiner und der Bauch ist grau statt weißlich.

## Verbreitung

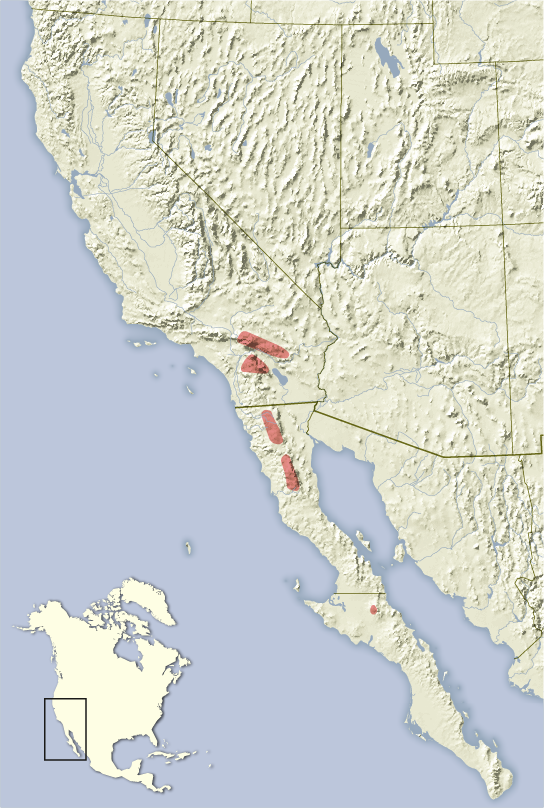
Verbreitungsgebiet des Kalifornischen Streifenhörnchens

Das Kalifornische Streifenhörnchen kommt in mehreren voneinander getrennten Gebieten im Süden des amerikanischen Bundesstaates Kalifornien sowie auf der zu Mexiko gehörenden Halbinsel Niederkalifornien (Baja California) vor. Dabei umfasst das Verbreitungsgebiet Teile der San Bernardino Mountains und der San Jacinto Mountains im San Bernardino County, Kalifornien, sowie die Sierra de San Francisco in Baja California und Baja California Sur, Mexiko.

## Lebensweise
Kalifornische Streifenhörnchen leben in mindestens vier voneinander getrennten Verbreitungsgebieten mit verschiedenen Lebensräumen, die wiederum durch Wüstenbereiche fragmentiert sind. Sie kommen vor allem in trockenen Kiefer-Wacholder- und Kiefer-Eichen-Beständen in Höhen von 1200 bis 3000 Metern vor. Im Süden Kaliforniens ist der Lebensraum vor allem durch Wälder mit Kiefern, Fichten und Eichen im Übergangsbereich der Höhenlagen geprägt, während Wacholder und Kiefern vor allem im Bereich der höheren Lagen (Sonoran zone) vorkommen und die Lebensräume unterhalb von 1500 Metern durch die Küsten-Kiefer (Pinus contorta) und Scheinkastanien (Castanopsis) sowie gebüschige Zonen des Chaparral mit Quercus chrysolepis geprägt sind. Auch in felsigen Habitaten und Hangflächen kommt die Art vor, vor allem in der Sierra de San Pedro Mártir.
Die Art ist tagaktiv mit Aktivitätsspitzen am frühen Morgen und am späten Nachmittag. Sie ist primär bodenlebend, kann jedoch auch in Bäume und Gebüsche klettern. Die Tiere ernähren sich vor allem herbivor von Samen und Früchten, den Hauptbestandteil der Nahrung stellen Eicheln dar. Die Tiere legen Vorräte an. Das Kalifornische Streifenhörnchen ist in der Regel das ganze Jahr aktiv und überwintern nicht. Das Nest legen die Tiere in Felsspalten am Boden, in Holzstapeln und im Fall von Tamias obscurus meridionalis auch in Kakteen an.
Die Paarungszeit beginnt bei der Art bereits im Januar und reicht bis in den frühen Juni, wobei die südlichsten Populationen bereits im Februar Jungtiere haben können. Der Wurf besteht aus drei bis vier Jungtieren. Es gibt Annahmen, dass die Tiere zwei Würfe im Jahr haben können, wahrscheinlich haben sie jedoch nur einen.
In Teilen seines Verbreitungsgebietes kommt das Kalifornische Streifenhörnchen gemeinsam, sympatrisch, mit dem Merriam-Streifenhörnchen (Tamias merriami) und dem Lodgepole-Streifenhörnchen (Tamias speciosus) vor.

## Systematik
Das Kalifornische Streifenhörnchen wird als eigenständige Art innerhalb der Gattung der Streifenhörnchen (Tamias) eingeordnet, die aus 25 Arten besteht. Die wissenschaftliche Erstbeschreibung stammt von dem amerikanischen Naturforscher Joel Asaph Allen aus dem Jahr 1890, der die Art anhand von Individuen aus der Sierra de San Pedro Mártir in Baja California, Mexiko, beschrieb. Innerhalb der Streifenhörnchen wird das Kalifornische Streifenhörnchen gemeinsam mit den meisten anderen Arten der Untergattung Neotamias zugeordnet, die auch als eigenständige Gattung diskutiert wird.
Innerhalb der Art werden mit der Nominatform drei Unterarten unterschieden:
- Tamias obscurus obscurus: Nominatform; Das Verbreitungsgebiet reicht vom südlichen Kalifornien etwa 300 Kilometer nach Süden bis in die zentrale Baja California. Die Rückenfarbe ist grau mit brauner Einwaschung, die Rückenstreifen sind undeutlich und der Schwanz ist vergleichsweise kurz.
- Tamias obscurus davisi: Die Unterart ist als nördlichste Form auf zwei getrennte Gebiete im südlichen Kalifornien beschränkt. Die Kehle und die obere Brust sind grau gefärbt.
- Tamias obscurus meridionalis: Die Unterart kommt nur in einem begrenzten Gebiet im zentralen Bereich der Baja California vor. Es handelt sich um die kleinste und graueste Form der Art.

## Status, Bedrohung und Schutz
Das Kalifornische Streifenhörnchen wird von der International Union for Conservation of Nature and Natural Resources (IUCN) als „nicht gefährdet“ (Least Concern, LC) eingeordnet. Begründet wird dies durch die angenommen großen Bestände und das regelmäßige Vorkommen in dem abgeschotteten und fragmentierten Lebensräumen. Bestandsgefährdende Risiken bestehen durch die starke Fragmentierung der Lebensräume, zudem wird das Tier aufgrund seiner Seltenheit als beliebtes Haustier gefangen.

## Belege
1. 1 2 3 4 5 6  Richard W. Thorington Jr., John L. Koprowski, Michael A. Steele: Squirrels of the World. Johns Hopkins University Press, Baltimore MD 2012; S. 328–329. ISBN 978-1-4214-0469-1
2. 1 2 3  Neotamias obscurus in der Roten Liste gefährdeter Arten der IUCN 2015.4. Eingestellt von: A.V. Linzey, R. Timm, S.T. Álvarez-Castañeda, I. Castro-Arellano, T. Lacher, 2008. Abgerufen am 14. Juni 2016.
3. 1 2  Troy L. Best, Nancy J. Granai: Tamias obscurus. (Memento vom 15. März 2016 im Internet Archive) Mammalian Species 472, 1994.
4. 1 2  Tamias (Neotamias) obscurus In: Don E. Wilson, DeeAnn M. Reeder (Hrsg.): Mammal Species of the World. A taxonomic and geographic Reference. 2 Bände. 3. Auflage. Johns Hopkins University Press, Baltimore MD 2005, ISBN 0-8018-8221-4.
5. ↑  Bruce D. Patterson, Ryan W. Norris: Towards a uniform nomenclature for ground squirrels: the status of the Holarctic chipmunks. Mammalia 80 (3), Mai 2016; S. 241–251 doi:10.1515/mammalia-2015-0004